# 12031 Kobaton
12031 Kobaton eller 1997 BY4 är en asteroid i huvudbältet som upptäcktes den 30 januari 1997 av den japanska astronomen Naoto Satō vid Chichibu-observatoriet. Den är uppkallad efter fågeln Turkduva.
Asteroiden har en diameter på ungefär 5 kilometer.